# 黄志龍 (野球)
黄 志龍（ファン・ツーロン、1989年2月22日 - ）は、台湾（中華民国）台東県出身の元プロ野球選手（投手）。右投右打。

## 経歴

### プロ入り前
中学生時代から台湾代表入りし、アジア野球選手権大会、AAA世界野球選手権大会、世界大学野球選手権大会などに出場。2009年9月に行われた第38回IBAFワールドカップでは日本戦に先発し、延長10回を4安打1失点（自責点0）に抑えて勝利投手となった。また台湾では「速球王子」の異名を取った。

### 巨人時代

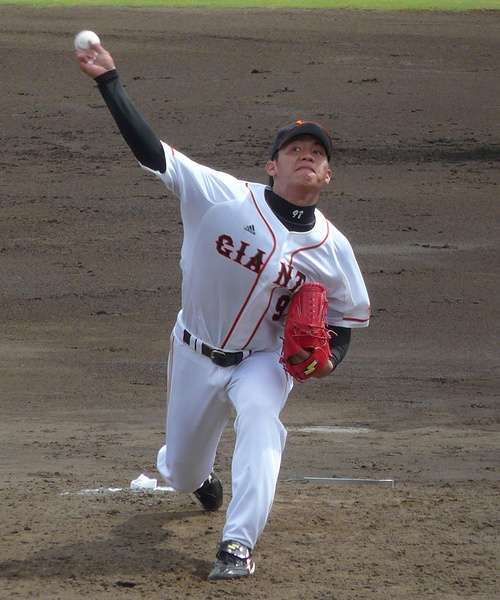
読売ジャイアンツ時代
(2010年8月29日)

2009年10月下旬から11月上旬にかけて、日台間の野球交流事業の一環で読売ジャイアンツの二軍練習に参加。最速152km/hの直球と多彩な変化球が関係者の目に留まり、11月20日に読売ジャイアンツと育成選手契約を結んだ。支度金200万円、年俸240万円（金額は推定）で、背番号は118。
2010年は主に先発として二軍公式戦（イースタン・リーグ）7試合に投げ、2勝2敗、防御率1.54の好成績を残し、6月4日に支配下選手登録された。契約金1000万円、年俸440万円で、背番号は同じ台湾出身の呂明賜、姜建銘らが着用していた97に変更された。6月9日のオリックス・バファローズ戦で1軍初登板。躍動感あるフォームから繰り出される威力十分の投球もあり、3回1/3を2失点で降板も首脳陣から高く評価された。この年は3試合に登板したが、勝ち星を挙げることはできなかった。オフの11月に広州アジア大会の野球台湾代表に選ばれ銀メダルを獲得した。
2011年は一軍登板は無く、二軍でも僅か4試合の登板に終わった。10月9日に球団から戦力外通告を受けた。

### 台湾・統一時代
2011年の中華職業棒球大聯盟（CPBL）のドラフト会議において、統一セブンイレブン・ライオンズから1位指名を受け入団。
2012年は一軍で18試合に登板したが0勝4敗に終わった。オフの11月には、第3回WBC予選前にキューバ代表との国際親善試合であるサンダーシリーズのCPBL代表に選出された。
2013年は4試合の登板で未勝利に終わり、また10月には右肘を手術した。
2014年は僅か1試合しか登板できず、結局3年間で未勝利のまま、10月13日に統一を自由契約となった。

### 統一退団後
2015年に社会人チームの崇越隼鷹隊に入団。2016年2月に退団した。
その後、2019年6月にCPBLに再加盟した味全ドラゴンズの入団テストを受験したが、不合格となった。
その後もアマチュア野球を続けており、2022年6月にはCPBLの新球団である台鋼ホークスの入団テストに参加した。

## 詳細情報

### 年度別投手成績
| 年 度     | 球 団     | 登 板 | 先 発 | 完 投 | 完 封 | 無 四 球 | 勝 利 | 敗 戦 | セ 丨 ブ | ホ 丨 ル ド | 勝 率 | 打 者 | 投 球 回 | 被 安 打 | 被 本 塁 打 | 与 四 球 | 敬 遠 | 与 死 球 | 奪 三 振 | 暴 投 | ボ 丨 ク | 失 点 | 自 責 点 | 防 御 率 | W H I P |
| --------- | --------- | ----- | ----- | ----- | ----- | -------- | ----- | ----- | -------- | ----------- | ----- | ----- | -------- | -------- | ----------- | -------- | ----- | -------- | -------- | ----- | -------- | ----- | -------- | -------- | ------- |
| 2010      | 巨人      | 3     | 2     | 0     | 0     | 0        | 0     | 1     | 0        | 0           | .000  | 43    | 7.2      | 13       | 1           | 6        | 1     | 0        | 6        | 1     | 0        | 9     | 9        | 10.57    | 2.50    |
| 2012      | 統一      | 18    | 7     | 0     | 0     | 0        | 0     | 4     | 0        | 0           | .000  | 206   | 40.1     | 69       | 1           | 20       | 0     | 5        | 15       | 2     | 0        | 40    | 32       | 7.14     | 2.21    |
| 2013      | 統一      | 4     | 0     | 0     | 0     | 0        | 0     | 0     | 0        | 0           | ----  | 21    | 3.1      | 7        | 1           | 3        | 0     | 1        | 2        | 1     | 0        | 5     | 4        | 10.80    | 3.00    |
| 2014      | 統一      | 1     | 0     | 0     | 0     | 0        | 0     | 0     | 0        | 0           | ----  | 5     | 0.1      | 2        | 0           | 2        | 0     | 0        | 0        | 0     | 0        | 2     | 2        | 54.00    | 12.00   |
| NPB：1年  | NPB：1年  | 3     | 2     | 0     | 0     | 0        | 0     | 1     | 0        | 0           | .000  | 43    | 7.2      | 13       | 1           | 6        | 1     | 0        | 6        | 1     | 0        | 9     | 9        | 10.57    | 2.50    |
| CPBL：3年 | CPBL：3年 | 23    | 7     | 0     | 0     | 0        | 0     | 4     | 0        | 0           | .000  | 232   | 44.0     | 78       | 2           | 25       | 0     | 6        | 17       | 3     | 0        | 47    | 38       | 7.77     | 2.34    |

### 記録
NPB
- 初登板・初先発：2010年6月9日、対オリックス・バファローズ3回戦（京セラドーム大阪）、3回1/3を2失点
- 初奪三振：同上、1回裏に坂口智隆から空振り三振

### 背番号
- 118 （2010年 - 同年途中）
- 97  （2010年途中 - 2011年）
- 23  （2012年 - 2014年）

### 代表歴
- 第22回AAA世界野球選手権大会（2006年）[11]
- 2007年アジア野球選手権大会（2007年）[11]
- 第24回ハーレムベースボールウィーク（2008年）[11]
- 第4回世界大学野球選手権大会（2008年）[11]
- 第38回IBAFワールドカップ（2009年）[11]
- 2009年アジア野球選手権大会（2009年）[11]